# Bitva o planetu Endor
Bitva o planetu Endor (v anglickém originále Ewoks: The Battle for Endor) je americký televizní film z roku 1985, který se odehrává ve světě Star Wars a který podle příběhu George Lucase napsali a režírovali Jim a Ken Wheatovi. Je pokračováním filmu Dobrodružství Ewoků a zaměřuje se na Cindel Towaniovou, lidskou dívku z prvního filmu, která se po osiření připojí k Ewokům, aby ochránila jejich vesnici a porazila nájezdníky, kteří ovládli měsíc Endor.

## Děj
Od událostí prvního filmu uplynulo téměř šest měsíců; hvězdný křižník rodiny Towani je téměř kompletně opravený a Jeremitt na něm provádí poslední úpravy. Zatímco se rodina chystá opustit lesní měsíc Endor, je vesnice Ewoků napadena skupinou Nájezdníků vedenou Terakem a jeho čarodějkou Charal. Mnoho Ewoků je zajato, zatímco Jeremitt, Catarine a Mace jsou zabiti při obraně ewokské vesnice. Nájezdníci ukradnou z hvězdného křižníku Towaniů energetický článek v domnění, že má jakousi magickou moc nad hvězdami.
Při útěku před Nájezdníky se Cindel a Wicket setkají s Teekem, malým a rychlým rodákem z Endoru. Teek je zavede do domu Noa Briqualona, lidského muže, kterého jejich nezvaná přítomnost rozzlobí a vyhodí je ven. Nakonec se ukáže jako dobrosrdečný, nechá Teeka ukrást jídlo pro Cindel a Wicketa a pozve je dovnitř, když se venku pokusí rozdělat oheň na zahřátí.
Na hradě Nájezdníků Terak nařídí Charal, aby našla Cindel, protože předpokládá, že ví, jak použít „ moc“ v energetickém článku ukradeném z Jeremittova hvězdného křižníku. Mezitím se Noa, Cindel, Wicket a Teek spřátelí. Vyjde najevo, že Noa přestavuje svůj vlastní ztroskotaný hvězdný křižník, kterému chybí pouze energetický článek a původně přistál s jeho přítelem jménem Salak, který zmizel při hledání jiného článku. Cindel je jednoho rána probuzena písní, kterou zpívala její matka. Vydá se za hlasem a najde zpívající ženu, která se promění v Charal a odvede ji k Terakovi. Ten Cindel přikáže, aby aktivovala „ moc“, ale ona to nedokáže a je uvězněna spolu s Ewoky, kde se ukáže, že Salak byl zabit poté, co Terakovi o „ moci“ řekl. Venku se Noa, Wicket a Teek vplíží do hradu, osvobodí Cindel a Ewoky a utečou s energetickým článkem.
Terak, Charal a Nájezdníci je pronásledují zpět na loď, kde Wicket vede Ewoky při obraně křižníku, zatímco Noa instaluje energetický článek. Ewoci se statečně snaží a jsou téměř poraženi, když Noa nabije loď a použije její laserová děla k odražení Nájezdníků. Cindel jde zachránit Wicketa a je zajata Terakem, zatímco ostatní Nájezdníci ustupují. Terak a Noa se utkají, přičemž Wicket nakonec přijde na pomoc, zabije Teraka a zároveň nechá Charal uvězněnou v ptačí podobě. Krátce poté se rozloučí a Cindel opustí Endor s Noou na jeho vesmírné lodi.

## Obsazení
- Warwick Davis jako Wicket W. Warrick
- Aubree Millerová jako Cindel Towaniová
- Wilford Brimley jako Noa Briqualon
- Carel Strycken jako Terak
- Siân Phillipsová jako Charal
  - Marianne Horinová jako mladá čarodějka
- Niki Botelhová jako Teek
- Paul Gleason jako Jeremitt Towani
- Eric Walker jako Mace Towani
- Daniel Frishman jako Deej Warrick
- Tony Cox jako Widdle "Willy" Warrick
- Pam Grizzová jako Shodu Warricková
- Roger Johnson jako poručík
- Michael Pritchard jako hráč karetní hry č. 1
- Johnny Weissmuller Jr. jako hráč karetní hry č. 2
- Matthew Roloff jako Ewok s berlemi

## Produkce

### Vznik a štáb
Film Bitva o planetu Endor, který se natáčel v polovině roku 1985 v Marin County v Kalifornii, režírovali Ken a Jim Wheatovi, vedoucím producentem byl George Lucas a scénář napsali bratři Wheatovi na základě příběhu napsaného Georgem Lucasem. Spolurežisér Ken Wheat vysvětlil produkci a inspiraci filmu:
George Lucas vedl tvorbu příběhu v průběhu dvou čtyřhodinových sezení, která jsme s ním měli. Zrovna se díval na Heidi se svou dcerou víkend předtím, a nápad, který prosazoval, byl, aby se z holčičky z prvního televizního filmu o Ewocích stal sirotek, který skončí s nevrlým starým poustevníkem v lese. Přemýšleli jsme o dobrodružných filmech, které se nám líbily jako dětem, jako Swiss Family Robinson a Sedmá Sindibádova cesta, takže jsme navrhli vesmírné Nájezdníky, což bylo pro něj v pořádku – pokud byli samozřejmě 7 stop vysocí! Zbytek brainstormingu byl proveden v tomto duchu. Joe Johnston (výtvarník a režisér druhého štábu) a Phil Tippett (supervizor bytostí) se podíleli na příběhu během druhého dne sezení a přispěli různými střípky.
Zapojení George Lucase během produkce bylo podle Kena Wheata především ve fázi návrhu a střihu. Pracovní název filmu byl Ewoci II.

### Efekty
Oba filmy o Ewocích byly jedny z posledních intenzivních stop-motion animací, které Industrial Light & Magic produkoval, protože na počátku 80. let byla tato technika nahrazena go motion animací, pokročilejší formou s motorizovanými kloubovými loutkami, které se pohybovaly, když byla závěrka kamery otevřená, zachycovala pohybovou neostrost v jinak statické loutce a eliminovala drsný staccatový pohyb často spojovaný se stop motion. Rozpočty filmů o Ewocích však byly takové, že go motion byl pro projekty jednoduše příliš drahý, takže stop motion bylo použito k realizaci tvorů, jako je drak kondor, blurrgové a kančí vlci.
Filmy o Ewocích se ukázaly jako příležitost pro Industrial Light & Magic zdokonalit novou techniku fotografování matných maleb, nazvanou latent image matte painting. Při této technice je během snímání část objektivu kamery zablokována, ta zůstává neexponovaná, a vytvoří se obraz tak, aby zabíral tento prostor. Film se pak převíjel, blokované oblasti se obracely a malba se nasnímala. Vzhledem k tomu, že obraz nyní existoval na původním filmu, nedocházelo ke generační ztrátě kvality.

### Hudba
Hudební doprovod k filmu Bitva o planetu Endor složil Peter Bernstein. Výběr z partitury byl vydán na LP albu Varèse Sarabande v roce 1986. Vydání bylo známé jednoduše jako Ewoks a obsahovalo také náznaky z Bernsteinovy předchozí hudby k Dobrodružství Ewoků.

## Alternativní verze
- V domácím videu byly vystřiženy následující dvě scény: když je pronásledován Terakovými muži, Wicket běží k Noově domu, ale Noa mu řekne, že jediná šance, kterou mají, je hvězdný křižník. Pak scéna, která se stala krátce poté, kdy muži vešli dovnitř a zapálili Noův dům.
- Když má Cindel noční můru o zlých mužích, kteří přicházejí do Noova domu, byla z televizního vysílání vystřižena scéna, ve které Cindel spěchá k Noově posteli, aby ho probudila, ale místo toho najde Teraka v posteli a probudí se. Televizní verze ukazuje pouze Cindel, jak se probouzí poté, co se muži vloupají dovnitř.
- Cindeliny verše: "Udělej něco, Wickete! Použij svůj prak! Trefil jsi kruh!" byly změněny na "Udělej něco, Wicket! Udělej něco!" pro vydání na DVD.
- V původním televizním vysílání filmu byly závěrečné titulky přehrány přes závěrečnou scénu, ale ve všech verzích filmu pro domácí video se závěrečné titulky po závěrečné scéně přehrají přes tradiční černé pozadí.

## Adaptace
V roce 1986 vydalo nakladatelství Random House dětskou knižní adaptaci Bitvy o planetu Endor s názvem The Ring, the Witch, and the Crystal: An Ewok Adventure. Knihu napsala Cathy East Dubowskiová a využila děj a obrazy filmu.

## Uvedení
Bitva o planetu Endor měla původně premiéru jako televizní speciál ABC 24. listopadu 1985. V roce 1986 se film dočkal omezeného mezinárodního uvedení do kin. Poté, co se promítání vytratilo kvůli nízkým tržbám, objevila se na domácím videu koncem roku 1987 na MGM/UA a znovu vyšla pro maloobchod v letech 1988 a 1990. V USA později vyšla v roce 1990 na VHS a Laserdiscu prostřednictvím MGM/UA Home Video.
Film byl vydán na DVD se svým předchůdcem jako dvojitá kolekce s názvem Star Wars: Ewok Adventures 23. listopadu 2004 prostřednictvím společnosti 20th Century Fox Home Entertainment. Jeden film byl na každé straně jednoho oboustranného disku, bez bonusového materiálu.
V lednu 2019 vydaly společnosti Disney a Lucasfilm film Bitva o planetu Endor na Amazon Prime Video, kde si jej bylo možné zapůjčit nebo zakoupit ve standardním rozlišení. Od prosince 2019 již film nebyl prostřednictvím této služby dostupný.
Před rokem 2021 společnost Disney oznámila, že neplánuje přidat filmy o Ewocích do své streamovací služby Disney+. To přimělo Erica Walkera k zahájení petice za to, aby je Disney přidal. V březnu 2021 bylo oznámeno, že oba filmy se začnou streamovat na Disney+ 2. dubna 2021.

## Přijetí
Na 38. ročníku udílení cen Primetime Emmy byly filmy Bitva o planetu Endor a dokument CBS Dinosaur! oba oceněny cenou Emmy za vynikající speciální vizuální efekty. Film navíc získal dvě nominace za vynikající dětský program a vynikající zvukový mix pro minisérii nebo speciál.
John Corry ve své recenzi pro The New York Times kritizoval zdroj inspirace filmu, když řekl: "Problém s Bitvou o planetu Endor není v tom, že je špatně udělaná; Naopak, je to úžasně dobře udělané. Ale když je konec, je konec a nezbydou žádné zbytky. George Lucas a jeho kolegové nacházejí inspiraci ve svých vlastních technologiích a měla by existovat i jiná místa, kde se podívat."
Aidan Mason z Pop Culture Beast uvedl, že film "dokázal překonat originál" a působil mnohem více jako film Star Wars, i když byl stále kritický k hereckým výkonům.

## Odkaz
Několik prvků z filmu se objevilo v dalších dílech rozšířeného univerza Star Wars, které bylo v roce 2014 prohlášeno za nekanonické a přejmenováno na Legendy.
- Ewoks (1985–1987) byl animovaný seriál stanice ABC s Ewoky dlouhý dvě série. Byl zpětně zasazen před původní trilogii Star Wars.
- Tyrant's Test (1996) - V kontinuitě Star Wars Legendy se Cindel Towani objevila v Tyrant's Test, třetí knize knižní série Michaela P. Kube-McDowella ze světa Star Wars, trilogie The Black Fleet Crisis. V románu, který se odehrává více než deset let po Bitvě o planetu Endor, je ukázáno, že Cindel vyrostla a stala se reportérkou na Coruscantu. Během Yevethanské krize obdržela Cindel od admirála Draysona takzvané nahrávky Plat Mallar a prozradila příběh jediného přeživšího útoku na Polneye. Zpráva měla získat sympatie mezi lidmi v Nové republice a v Senátu, což se podařilo. Časová osa rozšířeného univerza uvádí, že se Cindel rozhodla připojit k Nové republice a věnovat se žurnalistice poté, co byla svědkem bitvy o Endor.
- The Illustrated Star Wars Universe (1997) od Kevina J. Andersona zpětně zařadil film mezi události filmů Impérium vrací úder a Návrat Jediů a vysvětlil, že Charal byla čarodějnice citlivá k Sílu z planety Dathomir.
- 49. číslo HoloNetu (2002) bylo vydání tohoto zpravodajství ze světa Star Wars. V ""regionální" sekci tohoto vydání je článek "Pátrání po hvězdné lodi Moddell ukončeno", kde je vysvětleno, že bylo odvoláno pátrání s cílem zachránit Saleka Weeta a Noa Briqualona, která byla financována Salekovým otcem Jimkem Weetem. Pátrání bylo údajně odvoláno kvůli skutečnosti, že Jimke musel vyhlásit bankrot kvůli svým výdajům na pátrání.
- Star Wars Galaxies: An Empire Divided (2003) je MMORPG, ve kterém při prozkoumávání lesního měsíce Endor, hráč může narazit na základnu sanyassanských Nájezdníků.
- Geonosis and the Outer Rim Worlds (2004) byla kniha pro Star Wars: The Roleplaying Game. V ní Terakův syn Zakul přebírá po Terakově smrti vládu nad svými Nájezdníky. Kniha uvádí Terakův životopis a statistiky. Vysvětluje to jeho smrt a vzestup jeho syna Zakula.

Kanonické prvky představené ve filmu zahrnují:
- Blurrgové se objevují v animovaném televizním seriálu Star Wars: Klonové války (2008) a ve streamovacím seriálu Mandalorian, z nichž druhý je prvním hraným televizním projektem Star Wars od Bitvy o planetu Endor.[13]
- Teek se objevil v jedné epizodě hraného seriálu Disney+ z roku 2024, Bludná banda, který se odehrává v stejném období jako seriál Mandalorian a krátce po událostech Návratu Jediů.[14]